# Barbie (pel·lícula)
Barbie és una pel·lícula de comèdia estatunidenca basada en la línia homònima de nines de moda de Mattel i dirigida per Greta Gerwig, que va coescriure el guió amb Noah Baumbach. Serveix com la primera adaptació cinematogràfica d'imatge real de la franquícia multimèdia de la línia de joguets. Margot Robbie i Ryan Gosling protagonitzen com a Barbie i Ken, respectivament. Ha estat doblada i subtitulada al català.
El desenvolupament de la pel·lícula va començar originalment el 2014 a Sony Pictures. Després de múltiples canvis d'escriptor i director i el càsting de dues actrius diferents per interpretar el personatge titular, l'opció de Sony va expirar i els drets es van transferir a Warner Bros. Pictures. Robbie va ser elegida per encapçalar el repartiment el 2019 i també fa de productora sota la seva companyia de LuckyChap Entertainment al costat de Mattel Films i Heyday Films. Gerwig va ser confirmada com a directora i coguionista amb Baumbach el 2021. La fotografia principal va començar el març de 2022 a l'estudi cinematogràfic de Warner Bros situat a Leavesden, Anglaterra, i el rodatge va acabar el 21 de juliol del 2022.
La pel·lícula es va estrenar el 21 de juliol de 2023 per Warner Bros. Pictures amb el doblatge en català. La traducció i adaptació va anar a càrrec de Rosa Roig, que va ser nominada als XII premis ATRAE en la categoria de millor traducció i adaptació per a doblatge en català per a cinema, TV, DVD o plataforma en línia.

## Repartiment
- Margot Robbie com a Barbie
- Ryan Gosling com a Ken
- Kate McKinnon com a Barbie rara
- Issa Rae com a Barbie presidenta
- Hari Nef com la Doctora Barbie
- Alexandra Shipp com a Barbie escriptora
- Emma Mackey com a física Barbie
- Sharon Rooney com l'advocada Barbie
- Dua Lipa com a Barbie sirena
- Nicola Coughlan com a Barbie diplomàtica
- Ana Cruz Kayne com a Barbie jutgessa
- Ritu Arya com a Barbie periodista
- Kingsley Ben-Adir com a altre Ken
- Simu Liu com a altre Ken
- Scott Evans com a altre Ken
- Ncuti Gatwa com a altre Ken
- Connor Swindells com a intern d'una empresa de joguines
- Michael Cera com Allan
- Helen Mirren com a narradora
- Jamie Demetriou com a empleat d'una empresa de joguines
- Emerald Fennell com Midge
- Will Ferrell com a conseller delegat de l'empresa de joguines